# Banco Nacional Hondureño
El Banco Nacional Hondureño o conocido también como "Banco Nacional Central de Honduras" fue la primera agencia bancaría con facultad de emitir papel moneda en la república de Honduras.
Su capital era hondureño y con participación estadounidense, entre los accionistas estaban los señores Frank M. Imboden, José Antonio López, Lizandro Letona y Ponciano Planas quienes solicitaron a la Secretaría de Estado en el Despacho de Hacienda de Honduras, la autorización para crear un banco, dicha fue resuelta favorable en fecha 6 de octubre de 1888, asimismo se autorizó la emisión de billetes impresos en Estados Unidos en 8 de octubre de 1888. En 1889 el banco tenía como gerente a Joaquín Díaz Borjas Dwain y uno de los mayores accionistas el minero estadounidense Frank M. Imbodden Este banco cambiaba dólares y lingotes de oro a papel moneda hondureño (Peso hondureño moneda circulante en ese tiempo) y apoyaba a las concesiones mineras, en uno de sus billetes aparecía la efigie del general Luis Bogran.    
El 2 de octubre de 1889, este banco de fusionó con el Banco Centro-Americano para crear y fundar el Banco de Honduras, S.A., al iniciar operaciones el banco en relación, los billetes fueron destruidos, en total fueron incinerados Cien mil Pesos.